# Jack Wratten
Pour les articles homonymes, voir Wratten.
Jack Wratten (30 juillet 1906-24 août 1996) est un homme politique canadien de l'Ontario. Il est député fédéral progressiste-conservateur de la circonscription ontarienne de Brantford de 1957 à 1962.

## Biographie
Né à Faversham en Angleterre, Wratten entame une carrière publique en servant comme préfet du canton de Brantford de 1955 à 1957.
Élu en 1957 et réélu en 1958, il est défait en 1962.
En 1961, il propose la création d'un nouveau jour férié national en l'honneur du premier premier ministre John A. Macdonald via un projet de loi privé. Si le projet était devenu une loi, le jour John A. Macdonald aurait été observé un lundi de la mi-février, car le jour anniversaire de Macdonald en janvier apparaissait comme trop rapproché du temps des Fêtes.